# 莱尔卡拉弗里迪
莱尔卡拉弗里迪（義大利語：Lercara Friddi）是意大利西西里大区巴勒莫广域市的一个市镇。总面积37平方公里，人口7022人，人口密度189.8人/平方公里（2009年）。ISTAT代码为082045。